# Psary Małe
Psary Małe – wieś w Polsce położona w województwie wielkopolskim, w powiecie wrzesińskim, w gminie Września, wraz z Przyborkami tworzy jedno sołectwo.
Przebiega przez nią droga krajowa nr 92.
W latach 1975–1998 miejscowość administracyjnie należała do województwa poznańskiego.
Wieś składa się z części przemysłowej i osiedli domków jednorodzinnych, w jej granicach znajduje się las będący częścią nadleśnictwa Czerniejewo. 

## Demografia
Wieś w 2011 roku zamieszkiwało 661 mieszkańców 51,1% to kobiety, a 48,9% to mężczyźni. 
65,8% mieszkańców wsi jest w wieku produkcyjnym, 23,1% w wieku przedprodukcyjnym, a 11,0% w wieku poprodukcyjnym.

## Przemysł
Na terenie miejscowości znajdują się małe i średnie przedsiębiorstwa:
- Pimax - produkcja galanterii ogrodowej z drewna,
- Allflex[4] - producent kolczyków dla zwierząt,
- Rolmako - dostawca sprzętu rolniczego,
- Krishome - producent okien i bram,
- Zelka - producent mocowań dla obiektów przemysłowych.